# Baraccopoli di San Ferdinando
La Baraccopoli di San Ferdinando  è una baraccopoli nata e distrutta a più riprese negli ultimi 10 anni nel comune di San Ferdinando, nella Piana di Gioia Tauro, in cui sbitavano per lo più lavoratori stagionali agricoli originari dell'Africa subsahariana.

## Storia

### Rivolta dei migranti del 2010
Assurse alle cronache nazionale in occasione della rivolta del 7 gennaio 2010, che vide protagonisti migranti che vivevano in capannoni industriali abbandonati di Rosarno e San Ferdinando.
Due lavoratori, al ritorno dai campi, vengono presi di mira da colpi di arma da fuoco. Questo evento scatena la rabbia per le strade, che porta al danneggiamento di automobili e cassonnetti della spazzatura. Come conseguenza, gruppi di abitanti del posto reagiscono nei due giorni successivi ingaggiando una "caccia all'immigrato".
A seguito della contro-reazione locale le forze dell'ordine svolsero indagini sull'eventuale coinvolgimento delle 'ndrine locali.

### 2019 - La denuncia delle Nazioni Unite e secondo abbattimento
A settembre 2019 viene pubblicato un rapporto (Special Rapporteur) delle Nazioni Unite che denuncia l'insediamento di San Ferdinando e di Borgo Mezzanone in Puglia visitati ad ottobre 2018 descrivendoli come una forma di schiavitù.
A marzo 2019, ultimo abbattimento, i 2500 migranti vengono trasferiti in una tendopoli del Ministero dell'Interno.
Nel 2023 nella tendopoli vivono circa 300 migranti, in passato si è arrivati ad un picco di 2000 persone, la maggior parte di chi ci vive è in attesa di un permesso di soggiorno

## Abbattimenti
- 14 ottobre 2014[2]
- 13 Marzo 2019[8]

## Progetti
- SOS Rosarno
- Medu (Medici per i Diritti Umani)
- Programma Mediterranean Hope della federazione delle Chiese evangeliche

## Opere fallite correlate alla baraccopoli
- 2013 - Villaggio della solidarietà, Rosarno, un centro di formazione lavoro per migranti e 120 posti letto. Ex cementificio confiscato alla cosca Bellocco[9], 2 milioni di euro finanziato dal Pon Sicurezza del Ministero dell'interno[10]. Lavori fermi per interdittiva antimafia del 2013 contro l'impresa realizzatrice AEDARS Scarl[9][10][11][12]
- 9 gennaio 2016 Contrada Donna Livia a Taurianova - Centro polifunzionale per l’inserimento sociale lavorativo degli immigrati. 650.000 euro, findanziato dal Pon Sicurezza del Ministero dell'interno[9]. Finito ma non in funzione[9]